# گرانبها (ترانه)
«گرانبها» (انگلیسی: Priceless) ترانه‌ای از گروه آمریکایی مارون ۵ با همکاری خواننده و رپر تایلندی، لیسا است. این ترانه در ۲ مه ۲۰۲۵ از طریق ۲۲۲ رکوردز و اینترسکوپ رکوردز به عنوان تک‌آهنگ آغازین هشتمین آلبوم استودیویی گروه منتشر شد. این قطعه توسط آدام لوین (خوانندهٔ اصلی گروه) و سم فارار (نوازندهٔ گیتار بیس)، فدریکو ویندوِر، جی‌کش و میل‌باکس تهیه شده است. ترانه‌سرایان نیز این چهار نفر به همراه لیسا، مایکل پولاک، الی تمپوسی و ریا راج بوده‌اند. «گرانبها» نخستین تک‌آهنگ گروه در نزدیک به دو سال اخیر است و پس از ترانهٔ «سرزمین میانی» منتشر می‌شود که در ۱۹ مه ۲۰۲۳ عرضه شده بود.